# ジョルジュ・ブリソー＝デマイエ
ジョルジュ・アンリ・ブリソー＝デマイエ、（フランス語: Georges Henri Brissaud-Desmaillet、1869年1月16日 - 1948年11月14日）は、フランスの軍人。最終階級は中将（師団将軍）。
「白里索」の中国名で袁世凱の軍事顧問を務めた。

## 生涯
カルカソンヌ出身。代々軍人で、祖父は憲兵大尉、父は軽騎兵少佐であった。
サン・シール陸軍士官学校トンブクトゥ分校に入学し、1889年の卒業後は猟兵少尉。
1894年に陸軍大学に入学し、1896年に優等で卒業（14位)。
1901年3月、駐日特命全権公使ジュール・アルマンの一時帰国につき、駐日臨時公使代理。以降、訪日使節の引導等で明治天皇・皇后に複数回拝謁している。また、永代借地権にかかわる家屋税問題をめぐる紛争については1902年にフランス代表として国際仲裁裁判への付託合意と、裁判期間中の徴税を中止する議定書の取り交わしを行った。
同年10月、清国駐在武官に発令される。日露戦争中は日本清国公使館付武官の青木宣純大佐と親交が深く、京漢鉄道や正太鉄道の情報提供に協力した。併合前後に大韓帝国の駐在武官を経て、辛亥革命後の1912年に中華民国公使館附武官に再赴任し、総統府軍事顧問として招かれる。同年12月25日に大佐。1913年春、中華民国臨時大総統・袁世凱に対し、航空機と潜水艦がこれからの戦力で重要になると説き、航空学校の開設を建議。のちの南苑航空学校の開校に繋がった。。のち、中国軍の現状と問題点を全般的に取りまとめた報告書を1927年に「中国の軍備」と題して出版している。またその翌年、辛亥革命前後に広州で駐在武官経験のあるルネ・ヴァンランデが辛亥革命に批判的な立場で著した「中国革命回想録」に序文を寄稿し、「ボルシェビキのプロパガンダのもとで、中国人は内外に敵を作りすぎた」と同様に批判的な立場を取っている。
1914年、第28アルペン猟兵大隊長として第一次世界大戦を迎える。10月、アルザス＝ロレーヌ地方の境界線ヴォージュ山脈に進軍し、テット・デュ・ヴィオル地点の砲台の制圧に成功。一方、第30アルペン猟兵大隊と共同で行われた南部のコレット・デュ・ヴィオル攻略はドイツ軍に阻まれ断念した。
同年、第13・22・28・30の4個大隊を統括する第1アルペン猟兵集団の司令官に就任。1915年1月からは第3猟兵旅団長に転じ、ランジェの戦いの指揮を執った。
1916年9月23日、砲撃で戦死したピエール・ジロドン少将の後任で第12歩兵師団長に発令され、ソンムの戦いを指揮。12月31日、少将。

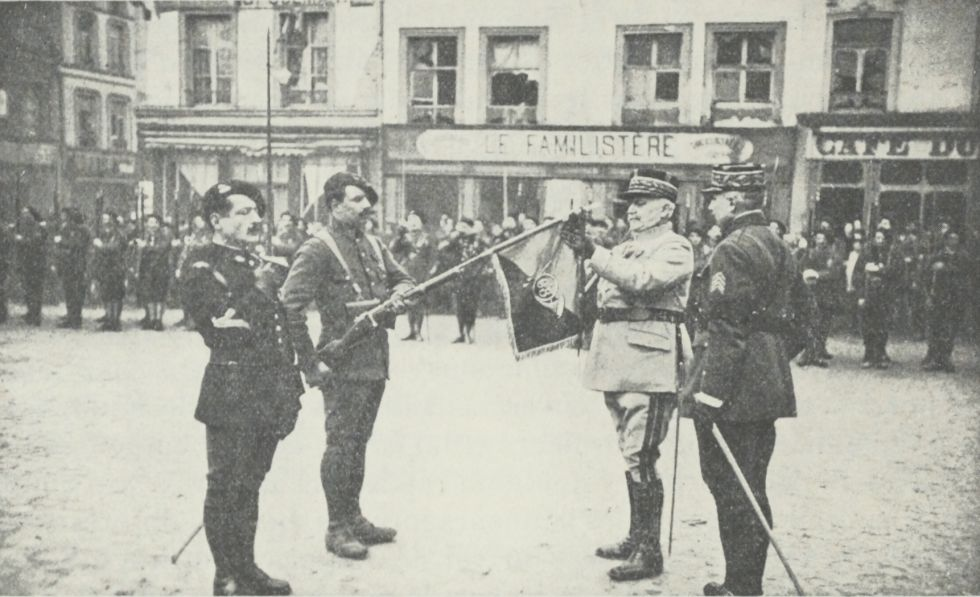
シャルル・ノレ第1軍団長とともに第68アルペン猟兵大隊を顕彰するブリソー＝デマイエ（右端、1919年）

1917年4月19日より第66歩兵師団（愛称:青師団）を指揮。アミアンの戦いに参加。
1920年7月15日、ザール占領軍の司令官（～1923年12月22日）。1922年9月19日、中将。
1931年1月16日に予備役編入後、パリで弁護士を開業。また、当時の与党・急進党党員としても活動した。
日本の国連脱退前後、他の日本駐在経験者らとともに満洲国への支持の呼びかけを各地での講演会やフリーメイソンへの働きかけを通して行った。

## 著書
- 《Projet d'organisation de l'armée chinoise》（1914年）
- 《L'Armée chinoise : le problème des troupes en excédent》（1927年）（中国の軍備）

## 栄典
- レジオンドヌール勲章グラントフィシエ
- 聖マウリッツィオ・ラザロ勲章キャヴァリエ
- 勲四等旭日小綬章：1908年[1]
- 嘉禾勲章
- カンボジア王室勲章（英語版）
- 獎忠龍星（英語版）
- ソロモンの星勲章